# منطقة حضرية

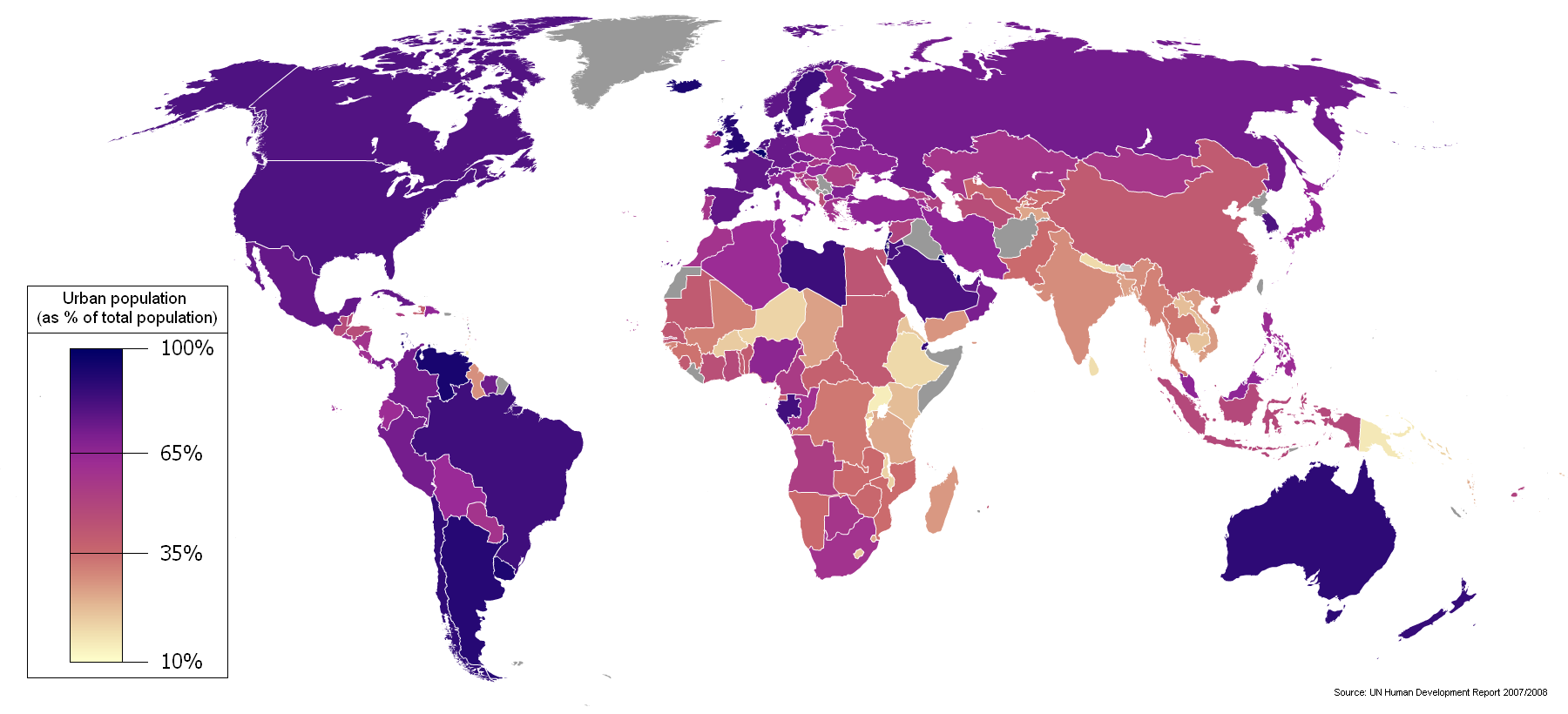
خارطة العالم تظهر نسبة السكان في المناطق الحضرية حسب البلد. عام 2005

المنطقة الحضرية أو النطاق العمراني هي منطقة يزيد فيها كثافة الإنشاءات البشرية مقارنة بالمناطق المحيطة. يطلق المصطلح عادة على المدن والقرى ولكن ليس على البلدات الصغيرة المعزولة. تتوقع الأمم المتحدة بنهاية عام 2008 بأن نصف سكان العالم يعيشون بمناطق حضرية.

مساحات المناطق الحضرية بالكيلومتر المربع.(عام 2010)

## التعريف حسب البلد
في البلدان الأوروبية يتم تحديد المناطق الحضرية على أساس استخدام الأراضي من النوع الحضري، وتستخدم صور الأقمار الصناعية بدلاً من بيانات التعداد لتحديد حدود المنطقة الحضرية.

### شرق آسيا

#### الصين
منذ عام 2000 م وتشهد المدن الصينية تمددا سنويا مقداره 10% بسبب الازدياد في عدد السكان والتوقع أن يكون بمقدار 292 مليون نسمة حتى عام 2050م
وقد ارتفع معدل زيادة المناطق الحضرية في البلاد من 17.4٪ إلى 46.6٪ بين عامي 1978 و 2009.
ويمثل الانتقال للعمل بالمدن من أهم أسباب زيادة المناطق الحرية حيث يعمل ما بين 150 و 200 مليون عامل مهاجر بدوام جزئي في المدن الكبرى، ويعودون إلى أوطانهم في الريف بشكل دوري مع ما يجنونه من أجر ومرتبات.

#### اليابان
تُعرَّف المناطق الحضرية في اليابان بأنها مناطق متجاورة من مناطق مكتظة بالسكان (DIDs) ويتم التصنيف باستخدام نظام التعداد باحتساب المناطق ذات كثافة سكانية تبلغ 4000 نسمة لكل كيلومتر مربع (10000 نسمة / ميل مربع).

### جنوب آسيا

#### الهند
طبقا لتعداد الهند لعام 2011، فإن تعريف المنطقة الحضرية هو مكان به حد أدنى من السكان يبلغ 5000 من الكثافة (400 شخص لكل كيلومتر مربع أو أعلى)، وبه 75 ٪ من السكان العاملين الذكور العاملين في غير الأنشطة الزراعية. وتُعتبر الأماكن التي تديرها مؤسسة بلدية أو لجنة منطقة مدينة مناطق حضرية تلقائيًا

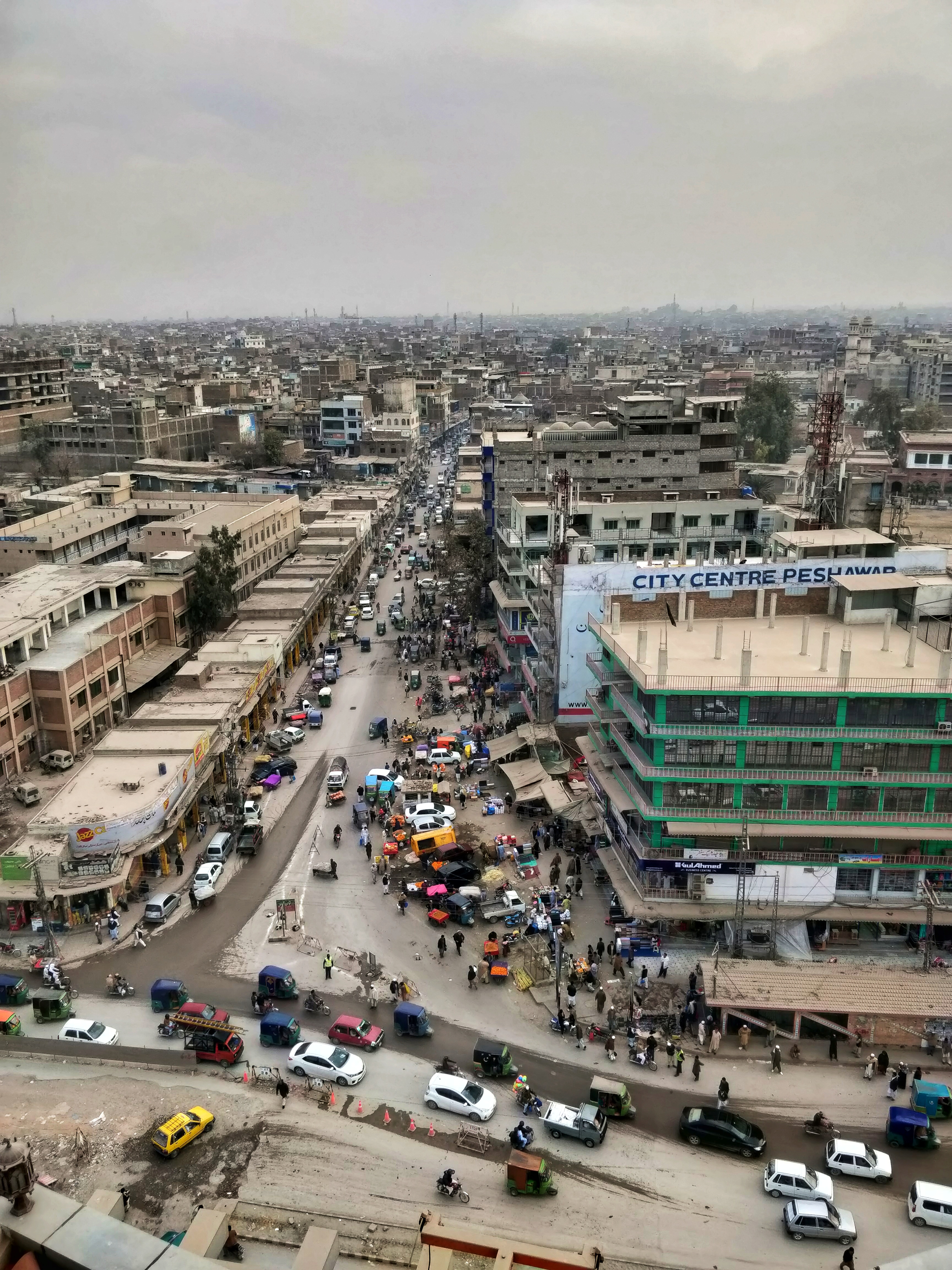
المنطقة التجارية في بيشاور بباكستان

#### باكستان
في باكستان، تعتبر المنطقة مدينة وبلدية رئيسية إذا كان عدد سكانها أكثر من 100,000 نسمة وفقًا لنتائج التعداد. وقد ارتفع معدل زيادة المناطق الحضرية في باكستان منذ زمن الاستقلال وله عدة أسباب مختلفة حيث يعيش غالبية سكان جنوب باكستان على طول نهر إندوس وكراتشي الواقعة جنوبا هي أكبر مدن باكستان من حيث عدد السكان. أما في النصف الشمالي من البلاد، يعيش معظم السكان في قوس شكلته مدن لاهور، وفيصل آباد، وروالبندي، وإسلام أباد، وجوجرانوالا، وسيالكوت، وجوجرات، وجيلوم، وسارجودا، وشيخوبورا، ونوشيرا، وماردان، وبيشاور.
خلال الفترة من 1990 إلى 2008، كان سكان المدن يشكلون 36٪ من سكان باكستان، مما يجعلها الدولة الأكثر تحضرًا في جنوب آسيا. علاوة على ذلك، يعيش 50٪ من الباكستانيين في مدن يبلغ عدد سكانها 5000 نسمة أو أكثر.
ووفقًا لتعداد عام 2017 فأن كراتشي هي المدينة الأكثر اكتظاظًا بالسكان في باكستان تليها لاهور

#### بنغلادش
في بنغلاديش، يوجد إجمالي 532 منطقة حضرية مقسمة إلى ثلاث فئات: أقليم - بلدية - اوبازيلا (بلدة أو مدينة صغيرة)
من بين تلك المناطق الحضرية، دكا هي أكبر مدينة من حيث عدد السكان والمساحة، ويبلغ عدد سكانها 19.10 مليون نسمة.
في بنغلاديش، هناك ما مجموعه 11 أقليم و 329 بلدية و 203 أوبازيلا (بلدة). ووفقًا لتعداد السكان لعام 2011، يبلغ عدد سكان المناطق الحضرية في بنغلاديش 28٪، بمعدل نمو يبلغ 2.8٪. وبمعدل النمو هذا، تشير التقديرات إلى أن سكان المناطق الحضرية في بنغلاديش سيصلون إلى 79 مليون أو 42٪ من إجمالي السكان بحلول عام 2035.

### جنوب شرق آسيا

#### الفلبين
مانيلا هي المدينة الأكثر اكتظاظًا بالسكان في الفلبين (يقدر عدد سكانها بـ 16.3 مليون) وترتيبها هو الحادي عشر على مستوى العالم من ناحية عدد السكان.
ومع ذلك فإن المنطقة الحضرية التي تضم مانيلا هي خامس أكبر منطقة في العالم ويبلغ عدد سكانها 20654307 نسمة (تقديرات عام 2010).

### أوروبا

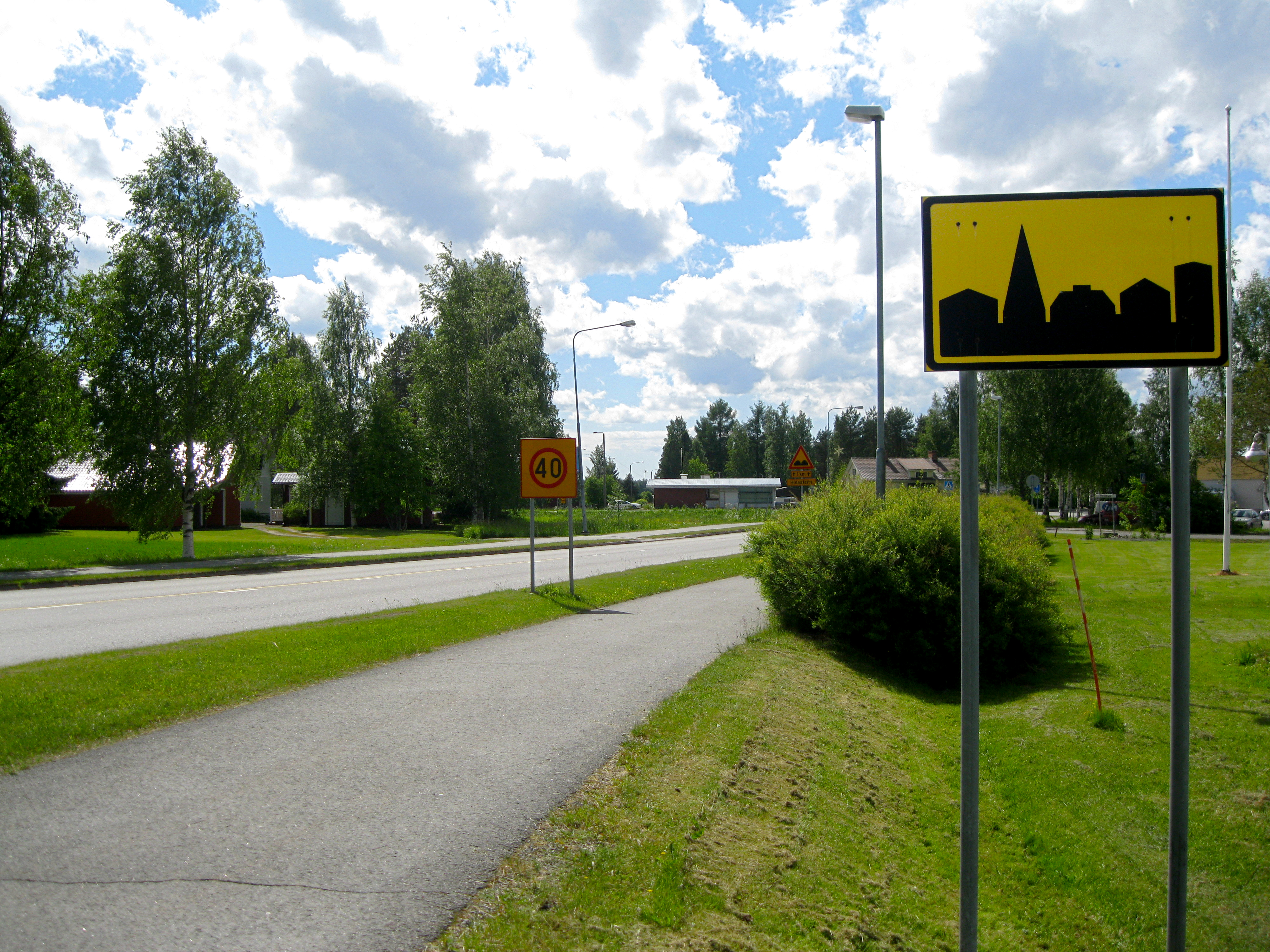
لوحة إرشادية بالطريق تبين بداية حدود المنطقة الحضرية في فنلندا

#### فنلندا
على غرار بلدان الشمال الأوروبي الأخرى، يجب أن تحتوي المنطقة الحضرية في فنلندا على مبنى على الأقل كل 200 متر (660 قدمًا) وما لا يقل عن 200 شخص.
ولكي تعتبر كمدينة لأغراض إحصائية، يجب أن تضم المنطقة الحضرية ما لا يقل عن 15000 شخص.

#### ألمانيا
تملك ألمانيا عدد من المدن الكبيرة، وأكبر التجمعات السكانية هي منطقة الراين - الرور (11 مليون في عام 2008)، بما في ذلك دوسلدورف (عاصمة شمال الراين - وستفاليا)، وكولونيا، وبون، ودورتموند، وإيسن، ودويسبورغ، وبوخوم.
| راين-رور برلين | 1  | راين-رور     | شمال الراين-وستفاليا | 11,084,366 | فرانكفورت شتوتغارت |
| راين-رور برلين | 2  | برلين        | برلين                | 4,469,449  | فرانكفورت شتوتغارت |
| راين-رور برلين | 3  | فرانكفورت    | هسن                  | 3,105,832  | فرانكفورت شتوتغارت |
| راين-رور برلين | 4  | شتوتغارت     | بادن-فورتمبيرغ       | 2,996,440  | فرانكفورت شتوتغارت |
| راين-رور برلين | 5  | ميونخ        | بافاريا              | 2,336,169  | فرانكفورت شتوتغارت |
| راين-رور برلين | 6  | هامبورغ      | هامبورغ              | 2,320,575  | فرانكفورت شتوتغارت |
| راين-رور برلين | 7  | الراين-نيكار | بادن-فورتمبيرغ       | 1,400,533  | فرانكفورت شتوتغارت |
| راين-رور برلين | 8  | نورنبرغ      | بافاريا              | 1,217,722  | فرانكفورت شتوتغارت |
| راين-رور برلين | 9  | لايبزيغ      | ساكسونيا             | 1,027,669  | فرانكفورت شتوتغارت |
| راين-رور برلين | 10 | بيلفلد       | شمال الراين-وستفاليا | 926,761    | فرانكفورت شتوتغارت |

#### السويد
المناطق الحضرية في السويد (تنطق باللغة السويدية: tätorter) هي مناطق محددة إحصائيًا ومستقلة تمامًا عن التقسيمات الإدارية الفرعية للبلد.
يوجد 1956 من هذه التجمعات في السويد، ويتراوح عدد سكانها بين 200 و 1,372,000 نسمة

### أوقيانوسيا

#### أستراليا
في أستراليا، يُشار إلى المناطق الحضرية باسم «المراكز الحضرية» ويتم تعريفها على أنها مجموعات سكانية تتكون من 1000 شخص أو أكثر، بكثافة لا تقل عن 200نسمة / كم مربع (518 / ميل مربع)
تعد أستراليا واحدة من أكثر المناطق الحضرية دول العالم، حيث يقيم أكثر من 50٪ من السكان في أكبر ثلاثة مراكز حضرية في أستراليا.

### أمريكا الشمالية

#### كندا
وفقًا لإحصاءات كندا، يتم تعريف المنطقة الحضرية في كندا بأنها منطقة يبلغ عدد سكانها ما لا يقل عن 1000 شخص حيث لا تقل الكثافة عن 400 شخص لكل كيلومتر مربع (1000 نسمة / ميل مربع).
إذا كانت منطقتان أو أكثر من المناطق الحضرية على بعد 2 كم (1.2 ميل) من بعضهما البعض عن طريق البر، يتم دمجها في منطقة حضرية واحدة، بشرط ألا تتخطى منطقة التعداد الحضرية أو حدود تكتل التعداد.

#### الولايات المتحدة
هناك نوعين من المناطق الحضرية في الولايات المتحدة، ويشير مصطلح المنطقة الحضرية إلى منطقة حضرية تضم 50,000 شخص أو أكثر. وتسمى المناطق الحضرية التي يقل عدد سكانها عن 50,000 نسمة بالتجمعات الحضرية. وقد تم تحديد المناطق الحضرية لأول مرة في الولايات المتحدة في تعداد عام 1950، بينما تمت إضافة المجموعات الحضرية في تعداد عام 2000، وهناك 1,371 منطقة حضرية وتجمعات حضرية تضم أكثر من 10,000 شخص.

يعرّف مكتب الإحصاء الأمريكي المنطقة الحضرية على أنها "مجموعات أو كتل التعداد الأساسية التي تحتوي على كثافة سكانية لا تقل عن 1000 شخص لكل ميل مربع (386 لكل كيلومتر مربع) ومجمعات التعداد المحيطة التي تحتوي على كثافة إجمالية لا تقل عن 500 شخص لكل ميل مربع (193 لكل كيلومتر مربع).
1. كنيسة ريفرسايد
2. مركز تايم وارنر
3. 220 الحديقة المركزية الجنوبية
4. برج سنترال بارك
5. One57
6. 432 بارك أفينو
7. 53W53
8. مبنى كرايسلر
9. برج بنك أوف أمريكا
10. مبنى كوند ناست
11. مبنى نيويورك تايمز
12. مبنى إمباير ستيت
13. منهاتن غرب
14. a: 55 هدسون يارد, b: 35 هدسون يارد, c: 10 هدسون يارد, d: 15 هدسون يارد
15. 56 شارع ليونارد
16. 8 شارع سبروس
17. مبنى وول وورث
18. مبنى 70 شارع باين
19. 30 بارك بليس
20. 40 وول ستريت
21. مركز التجارة العالمي 3
22. مركز التجارة العالمي 4
23. مركز التجارة العالمي 1

### أمريكا الجنوبية

#### البرازيل
وفقًا للمعهد البرازيلي للجغرافيا والإحصاء IBGE (المعهد البرازيلي للجغرافيا والإحصاء)، تمثل المناطق الحضرية بالفعل 84.35٪ من اجمالي السكان، بينما تظل منطقة الجنوب الشرقي الأكثر اكتظاظًا بالسكان، حيث يبلغ عدد سكانها أكثر من 80 مليون نسمة.
أكبر المناطق الحضرية في البرازيل هي ساو باولو وريو دي جانيرو وبيلو هوريزونتي - وكلها في المنطقة الجنوبية الشرقية - يبلغ عدد سكانها 21 و 12 و 5 ملايين نسمة على التوالي.
بشكل عام، عواصم الولايات هي أكبر المدن في ولاياتهم، باستثناء فيتوريا، عاصمة إسبيريتو سانتو، وفلوريانوبوليس، عاصمة سانتا كاتارينا. هناك أيضًا مناطق حضرية غير عاصمة في ولايات ساو باولو (كامبيناس وسانتوس ووادي بارايبا) وميناس جيرايس  وريو غراندي دو سول  وسانتا كاتارينا.